# T18装甲車
T18重装甲車（英語：T18 Heavy Armored Car）はアメリカ合衆国が1942年に開発した装輪装甲車である。愛称はボアハウンド（Boarhound、猪狩りに用いる大型の猟犬）。少数がイギリス陸軍により第二次世界大戦中に使用された。

## 概要
1941年7月、アメリカ陸軍武器科は、イギリスに供給するため製造されることになる重装甲車の仕様を提示した。ここで出された別の中量級装甲車に対する仕様はT17装甲車となっている。
試作車輌はイエロー・コーチ・カンパニーにより1942年に開発された。この車輌はドイツのSd.Kfz.231 8輪重装甲車に対抗するために、8x8、つまり8輪を装備し、その8輪全てが駆動するエイトバイエイトの駆動装置を有した。うち前方の4輪はステアリングに用いられた。装甲厚からその車重は26tになり、この重量は当時の中戦車ほどである。
当初の兵装はM6 37mm砲を砲塔内に収め、これと同軸に.30口径の機関銃を装備、さらにもう1挺の.30口径機関銃を前方銃座に備える構成とされた。さらにこの後、37mm砲の対戦車能力不足が明白となった。量産型であるT18E2はこのためM1 57mm砲を装備し、イギリス軍に受領されてボアハウンドと呼ばれることとなった。この砲は、イギリスのオードナンス QF 6ポンド砲をアメリカでライセンス生産した派生型である。
アメリカ陸軍がこの車輌に関心を向けることは全くなかった。イギリス陸軍は2,500輌の発注を行ったものの、北アフリカでの戦いが終わり、装甲車に不向きな山岳地帯の多いイタリアに戦線が移動したことと、高価な製造単価と貧弱な踏破性能により、30輌のみ配備された後に発注の撤回に至った。T18は戦闘に全く投入されていない。
唯一残存した車輌はイギリスのボービントン戦車博物館に展示されている。

## 派生型
- T18 - 原型車輌。37mm戦車砲を搭載している。
- T18E1 - 6輪型。開発は中止された。
- T18E2 - 57mm戦車砲を搭載した型式。